# Merika Enne
Merika Enne (* 24. Juni 1992 in Tampere) ist eine ehemalige finnische Snowboarderin. Sie startete in den Freestyledisziplinen.

## Werdegang
Enne nahm von 2007 bis 2016 an Wettbewerben der Ticket to Ride World Snowboard Tour teil. Dabei holte sie national beim Finnish Cup im Februar 2007 ihren ersten Sieg. Bei den Snowboard-Weltmeisterschaften 2011 in La Molina belegte sie den 29. Platz auf der Halfpipe und den vierten Rang im Slopestyle. Im April 2011 gewann sie Silber im Slopestyle bei den Snowboard-Juniorenweltmeisterschaften 2011 in Valmalenco. Ihr erstes FIS-Weltcuprennen fuhr sie im Dezember 2011 in Ruka, welches sie auf dem fünften Rang auf der Halfpipe beendete. Bei den Snowboard-Weltmeisterschaften 2012 in Oslo errang sie den 23. Platz im Slopestyle. Bei den Snowboard-Weltmeisterschaften 2013 in Stoneham kam sie erneut auf den vierten Platz im Slopestyle. Im Januar 2014 siegte sie im Slopestyle bei den 12th Red Bull Nanshan Open in Peking. Eine Woche später belegte sie den fünften Platz im Slopestyle bei den Burton European Open in Laax. Bei ihrer ersten Olympiateilnahme 2014 in Sotschi erreichte sie den 21. Platz im Slopestyle. Die Saison 2013/14 beendete sie auf den fünften Platz in der Tourgesamtwertung. Bei den Snowboard-Weltmeisterschaften 2015 am Kreischberg holte sie Silber im Big Air.